# 梅斯足球俱乐部
梅斯足球俱乐部（Football Club de Metz，简称）是位於法國東北部大东部大区摩泽尔省梅斯的足球俱乐部，於1932年成立，主場是可容納26,304人的聖桑福里安球場（Stade Municipal Saint-Symphorien），現時在法國乙級聯賽比賽。梅斯穿著全深紅或全白球衣比賽，所以獲得（深紅）的綽號，球隊會徽包含的洛林十字（Croix de Lorraine）是所在地的纹章圖案。

## 球會歷史
梅斯於1932年由兩支業餘體育俱樂部合併而成，合并後不久轉為職業球隊，是法國職業足球隊的先驅之一。
梅斯在1967年升上法國的頂級聯賽，從此一直停留在頂級聯賽，只在2001年降級，翌年隨即回升法甲。
2006年、2018年、2022年，梅斯三次降级到法乙，但每次均只用一年便成功重返法甲。
2024年，梅斯再次降级到法乙。

## 球會榮譽
梅斯從未奪得法國甲組足球聯賽冠軍，最佳成績是1998年排在朗斯之後獲得亞軍。
在盃賽方面，梅斯分別於1984年及1988年兩度奪得法國盃冠軍，於1986年及1996年兩次奪得聯賽盃冠軍。
- 法國甲組足球聯賽

亞軍：1998
- 法國乙組足球聯賽

冠軍：1935, 2007, 2014
- 法國盃

冠軍：1984, 1988
亞軍：1938
- 法國聯賽盃

冠軍：1986, 1996
亞軍：1999
- 圖圖盃

亞軍：1996, 1999

## 著名球星
| - 里奥内尔·莱蒂齐（Lionel Letizi） - 法里德·蒙達干（Faryd Mondragon） - 杰克奇斯·索格奥（Jacques Songo'o） - 尼高拔·桑治（Rigobert Song） |  | - 阿廖沙·阿萨诺维奇（Aljosa Asanovic） - 丹尼·博芬（Danny Boffin） |  | - 内斯托尔·孔班（Nestor Combin） - 柏特歷·麥保馬（Patrick Mboma） - 迪迪埃·西克斯（Didier Six） - 安貞桓（Ahn Jung-Hwan） |

## 外部連結
- 培训中心 梅斯足球俱乐部 - 成都市
- 梅斯官方網站（法文）